# CNRS Éditions
CNRS Éditions è una casa editrice francese, appartenente al Centre national de la recherche scientifique e specializzata in ricerca scientifica nazionale o europea proveniente da laboratori, università o centri di eccellenza.